# Rijnvoetbalkampioenschap 1909/10
In 1909/10 werd het derde Rijnvoetbalkampioenschap gespeeld, dat georganiseerd werd door de Zuid-Duitse voetbalbond. De competitie werd georganiseerd als Westkreisliga. De clubs uit Mannheim, die vorig seizoen in de Südkreisliga speelden werden nu overgeheveld naar de Westkreisliga. 
Mannheimer FG 1896 werd kampioen en plaatste zich voor de Zuid-Duitse eindronde. De vier kampioenen speelden in groepsfase en de club werd derde. 

## Westkreisliga
| Plaats | Club                        | Wed. | W  | G | V  | Saldo | Ptn.  |
| ------ | --------------------------- | ---- | -- | - | -- | ----- | ----- |
| 1.     | Mannheimer FG 1896          | 16   | 14 | 0 | 2  | 80:16 | 28:4  |
| 2.     | FV 1900 Kaiserslautern      | 15   | 11 | 0 | 4  | 59:22 | 22:8  |
| 3.     | Mannheimer FC Phönix 02     | 16   | 10 | 1 | 5  | 44:28 | 21:11 |
| 4.     | Mannheimer VfB Union        | 16   | 7  | 2 | 7  | 41:34 | 16:16 |
| 5.     | FK Olympia 1898 Darmstadt   | 16   | 6  | 2 | 7  | 27:36 | 14:16 |
| 6.     | Mannheimer FC Viktoria 1897 | 14   | 6  | 0 | 8  | 33:32 | 12:16 |
| 7.     | Ludwigshafener FG 03        | 16   | 5  | 2 | 9  | 29:52 | 12:20 |
| 8.     | FC Pfalz Ludwigshafen       | 15   | 4  | 2 | 9  | 19:43 | 10:20 |
| 9.     | SC Germania Ludwigshafen    | 13   | 0  | 1 | 12 | 8:77  | 1:25  |

|  | Geplaatst voor de Zuid-Duitse eindronde |